# B.T.R.
B.T.R. é o álbum de estreia da banda americana Big Time Rush, lançado em 11 de outubro de 2010 pela Columbia Records. A lista de faixas foi anunciada um mês antes, em 1 de setembro de 2010. B.T.R. não é só o álbum de estreia da banda, mas é também a trilha sonora da série Big Time Rush. Nas paradas musicais, B.T.R. chegou em terceira posição na Billboard 200, tendo destaque nos EUA, onde vendeu 500.000 cópias, recebendo uma certificação de ouro da RIAA.
Seu primeiro single, "Boyfriend", foi lançado em 8 de fevereiro de 2011. O álbum possui também vários singles promocionais, "Any Kind of Guy", "Halfway There", "City is Ours", "Big Time Rush" e "Til I Forget About You", sendo lançados até antes do seu primeiro single. "Boyfriend" alcançou o 40º lugar na Pop Songs, da Billboard dos EUA. Mesmo não lançada como single, a canção "Big Night" chegou ao 79º lugar na Billboard Hot 100.

## Lista de faixas
| Edição padrão  |                                                         |                                                                                       |         |  |
| N.º            | Título                                                  | Compositor(es)                                                                        | Duração |  |
| 1.             | "Til I Forget About You"                                | Sam Hollander, Dave Katz, Claude Kelly                                                | 3:57    |  |
| 2.             | "Boyfriend"                                             | Lucas Secon, Wayne Hector                                                             | 3:21    |  |
| 3.             | "The City is Ours"                                      | Eric Sanicola                                                                         | 3:13    |  |
| 4.             | "Nothing Even Matters"                                  | Jimmy Burney, Robert Larow, Jonasthan Perkins, Damon Sharpe, Jeremy Skaller           | 3:49    |  |
| 5.             | "Worldwide"                                             | Edwin "LIl Eddie" Serrano, Christopher Rojas, Emily Philips                           | 3:44    |  |
| 6.             | "Halfway There"                                         | Eric Sanicola                                                                         | 3:32    |  |
| 7.             | "Big Night"                                             | Nasri Atwe, Sam Hollander, Dave Katz                                                  | 3:16    |  |
| 8.             | "Oh Yeah"                                               | Big Time Rush, Jacob Kasher, Kevin Rudolf                                             | 3:24    |  |
| 9.             | "Count On You" (part. Jordin Sparks)                    | Nick Furlong, Carmen Michelle Key, Bobby Kuya, Sammy Kuya, Kasia Livingston           | 3:30    |  |
| 10.            | "I Know You Know" (part. Cymphonique)                   | Eman Kiriakou, Evan Bogart, Lindy Robbins                                             | 2:56    |  |
| 11.            | "Big Time Rush"                                         | Matthew Gerrard, Charlie Midnight, Jay Landers, Scott Fellows                         | 3:17    |  |
| 12.            | "Stuck" (faixa bônus do iTunes)                         | Emanuel Kiriakou, Jess Cates, David Hodges, Lindy Robbins,Vitor Rush e Bernardo Rush. | 3:05    |  |
| 13.            | "This is Our Someday" (Faixa bônus pré-ordem do iTunes) | Matthew Gerrard, Robbie Nevil, Jay Landers                                            | 3:03    |  |
| Duração total: | Duração total:                                          | Duração total:                                                                        | 41:05   |  |

| Edição internacional e Deluxe |                                                |                                                           |         |  |
| N.º                           | Título                                         | Compositor(es)                                            | Duração |  |
| 12.                           | "Famous"                                       | Andreas Carlsson, Desmond Child                           | 3:06    |  |
| 13.                           | "Any Kind of Guy"                              | Matthew Gerrard, Charlie Midnight, Jay Landers            | 3:40    |  |
| 14.                           | "This is Our Someday"                          | Matthew Gerard, Robbie Nevil, Jay Landers                 | 3:03    |  |
| 15.                           | "Boyfriend" (part. Snoop Dogg)                 | Lucas Secon, Wayne Hector                                 | 3:35    |  |
| 16.                           | "Boyfriend" (featuring New Boyz)               | Lucas Secon, Wayne Hector                                 | 3:34    |  |
| 17.                           | "Stuck" (Faixa bônus na Alemanha e na Irlanda) | Emanuel Kiriakou, Jess Cates, David Hodges, Lindy Robbins | 3:05    |  |

| UK Fan Edition |                                             |                                                           |         |  |
| N.º            | Título                                      | Compositor(es)                                            | Duração |  |
| 12.            | "Any Kind of Guy"                           | Matthew Gerrard, Charlie Midnight, Jay Landers            | 3:40    |  |
| 13.            | "This is Our Someday"                       | Matthew Gerard, Robbie Nevil, Jay Landers                 | 3:03    |  |
| 14.            | "Stuck"                                     | Emanuel Kiriakou, Jess Cates, David Hodges, Lindy Robbins | 3:05    |  |
| 15.            | "Boyfriend" (part. Snoop Dogg)              | Lucas Secon, Wayne Hector                                 | 3:35    |  |
| 16.            | "Till I Forget About You" (Cash Cash Remix) | Sam Hollander, Dave Katz, Claude Kelly                    | 4:01    |  |
| 17.            | "Till I Forget About You" (Halatrax Remix)  | Sam Hollander, Dave Katz, Claude Kelly                    | 3:41    |  |

## Desempenho nas paradas musicais
| Parada (2010 - 2011)  | Melhor posição |
| --------------------- | -------------- |
| German Albums Chart   | 16             |
| Austrian Albums Chart | 12             |
| Billboard 200         | 3              |
| Kids Albums           | 1              |
| Top Soundtracks       | 1              |
| Greek Albums Chart    | 45             |
| Mexican Albums Chart  | 9              |
| Dutch Albums Chart    | 43             |
| Swiss Albums Chart    | 18             |

## Certificações e vendas
| País           | Organismo certificador | Certificação | Vendas certificadas | Simbolização |
| -------------- | ---------------------- | ------------ | ------------------- | ------------ |
| Estados Unidos | RIAA                   | Ouro         | 740,000             | ●            |
| México         | AMPROFON               | Platina      | 60,000              | ▲            |